# Благовещение Богородично (Старичани)
Вижте пояснителната страница за други значения на Благовещение.
„Благовещение Богородично“ (на гръцки: Ευαγγελισμού της Θεοτόκου) е православна църква в костурското село Старичани (Лакомата), Егейска Македония, Гърция. Храмът е част от Костурската епархия на Вселенската патриаршия.
Църквата е изписана в 1827 година от видния зограф Аргир Михайлов. В църквата има забележителни икони на Михайлов, като тази на Иисус Христос е вероятно единствената в Костурско от този живописен тип. Също така е запазена забележителна дърворезбована икона на Света Богородица от началото на XIV век.
- Икона на Иисус Христос, дело на Аргир Михайлов, 1827 г.
- Детайл от икона на Иисус Христос, дело на Аргир Михайлов, 1827 г.
- „Света Троица и Свети Стефан“ икона от църквата